# Эдо (штат)
Эдо (англ. Edo) — штат на юге Нигерии. 22-й по площади и 24-й по населению штат Нигерии. Административный центр штата — город Бенин-Сити.

## История
Штат Эдо был образован 27 августа 1991 года, когда штат Бендел был разделён на штаты Эдо и Дельта.
В 1992 году в штате были проведены выборы губернатора, в которых соперничали действующий глава штата Джон Одиджие Ойегун (Социал-Демократическая партия Нигерии) и его соперник Игбинедион, Лакки (Национальная Республиканская Конвенция). 4 февраля того же года результаты выборов были аннулированы избирательным трибуналом по обвинению в незаконной поддержке властями Ойегуна. 18 марта 1992 года Ойегун был признан победителем.
20 марта 2008 года избирательный трибунал отменил победу на выборах кандидата от Народной Демократической партии Нигерии и провозгласил победителем его соперника, Адамса Ошиомхоле от партии Конгресс Действия.

## Население
Основные народы: бини (эдо), ишан.

## Административно-территориальное деление
Штат разделён на 18 территории местного административного управления:
- Акоко-Эдо
- Эгор
- Северо-Восточный Эсан
- Центральный Эсан
- Юго-Восточный Эсан
- Западный Эсан (Экпома)
- Центральный Эцако
- Восточный Эцако
- Западный Эцако
- Игуэбен
- Икпоба-Окха
- Оредо
- Орхионмвон
- Северо-Восточный Овиа
- Северо-Западный Овиа
- Восточный Ован
- Западный Ован
- Ухунмвонде